# Lettres à Sartre
Pour les articles homonymes, voir Sartre (homonymie).

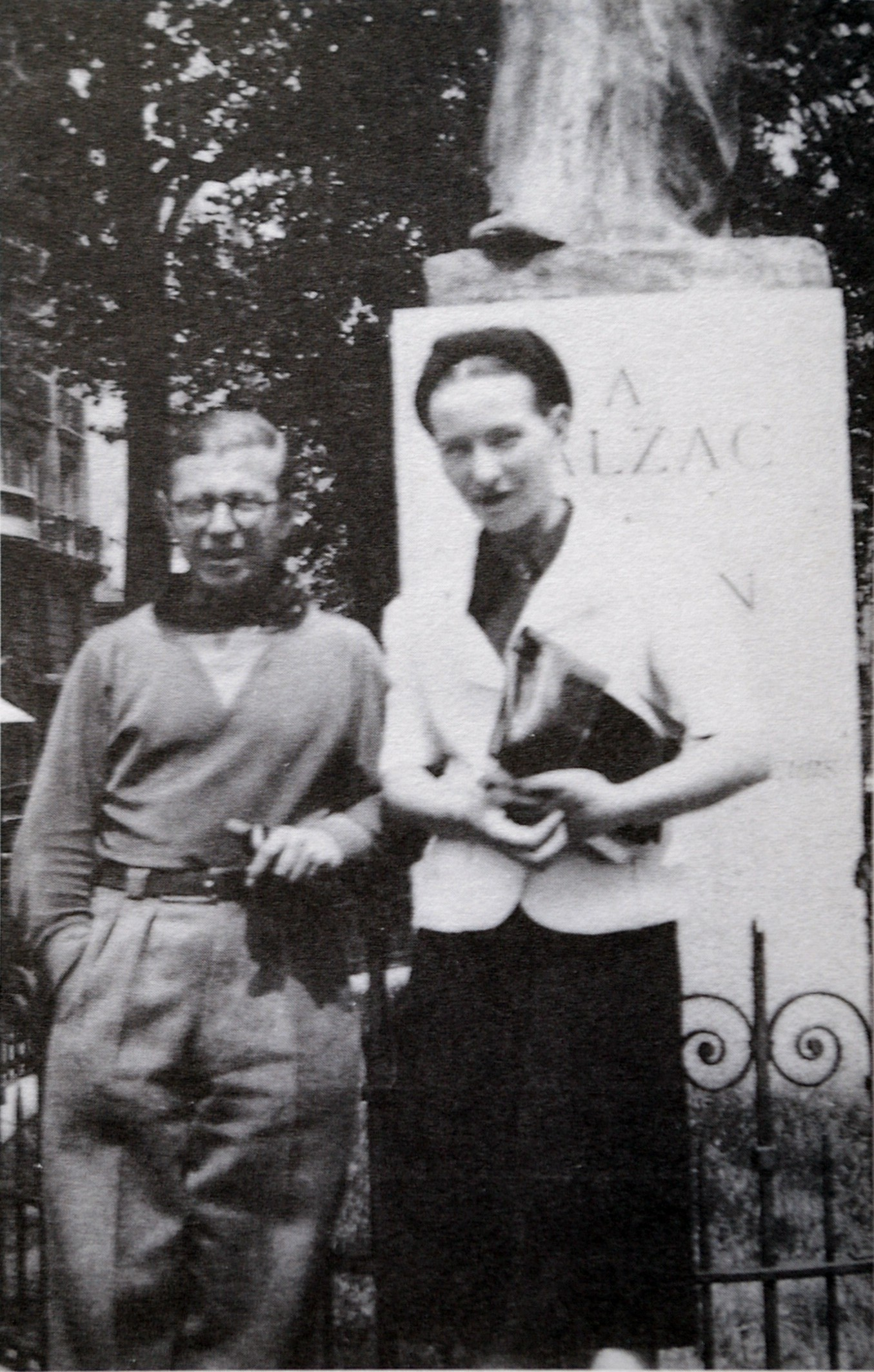
Jean-Paul Sartre et Simone de Beauvoir devant la statue de Balzac, boulevard Raspail, 6e arrondissement de Paris. Elle a été érigée en 1939.

Lettres à Sartre est un recueil en deux tomes de lettres écrites par Simone de Beauvoir à Jean-Paul Sartre. Elles furent publiées après la mort de Beauvoir par Sylvie Le Bon de Beauvoir, héritière des droits.

## Historique
Simone de Beauvoir et Jean-Paul Sartre se sont rencontrés en septembre 1929. Durant plus de cinq décennies, ils se sont écrit des centaines de lettres. Sartre meurt en 1980. Trois ans plus tard, Beauvoir publie Lettres au Castor, un recueil en deux volumes qui rassemble une partie de la correspondance qu’elle a reçue de lui,.

 
À l'occasion de cette publication, les amis de Simone lui demandent : 

« - Mais les vôtres, Castor ?
- Mes lettres ? Elles sont perdues. »

Elle dit à ses proches que si elle devait les retrouver un jour  elles ne seraient pas publiées de son vivant, mais qu’après sa mort elles pourraient l’être.
Après sa disparition en 1986, Sylvie Le Bon de Beauvoir, sa fille adoptive héritière des droits, trouve un gros paquet de lettres destinées à « Monsieur Sartre».
En 1990, deux tomes sont publiés, où sont rassemblées 321 des lettres écrites par Simone de Beauvoir à Jean-Paul Sartre. L'édition a été établie et annotée par sa fille,.

## Thèmes abordés
Tous les thèmes sont abordés, au jour le jour : littérature, philosophie, politique, amour, loisirs, rencontres et fréquentations… Ce sont les réponses aux Lettres au Castor. Chaque lettre étant datée, une lecture en parallèle des deux recueils permet de mieux percevoir l’état d’esprit qui entoure ces échanges épistolaires. 
La complexité des rapports sentimentaux  entre les deux écrivains se révèle au grand jour.
Il y a lieu de mentionner que le « tome II » présente une lacune : pour la période de mars à juillet 1940, il n’y a pas de lettre.

## Réception critique
La liberté de ton adoptée, marqueur constant chez Beauvoir, est très mal accueillie, notamment en ce qui concerne ses expériences amoureuses. Les détails explicites en ce domaine, qui plus est concernant l'homosexualité féminine, sont inacceptables dans la société de l’époque, même si, sept ans plus tôt, les Lettres au Castor de Jean-Paul Sartre, dont le vocabulaire sur le sujet n’est pas moins précis, ont reçu un accueil enthousiaste. 

 
La réception critique a été virulente, à une exception près. L’écrivaine Annie Ernaux, s’en est fait l’écho dans un texte écrit en 2009 : 

« Une grande partie de la presse se déchaîna en sarcasmes violents. Libération  titrait : « L’album de la Mère Castor », évoquait la « vie faite de combinaisons et de petits plans, d’une femme machiste et mesquine ». Sur un ton d’affection condescendante, le Nouvel Observateur évoquait « La plume de ma tante », n’appelant Simone de Beauvoir que « tante Simone » tout au long de l’article. Seul ou presque, Le Monde, avec Josyane Savigneau, saluait l’intérêt du Journal et des Lettres, leur liberté de ton. J’assistais avec stupeur à ce déluge de réactions goguenardes ou méprisantes. Mais aussi avec une certaine satisfaction : Beauvoir dérangeait toujours. »

Pour sa part, dans le même texte, Ernaux lui rend hommage en ces termes : 

« Pour moi, Simone de Beauvoir – qu’elle l’ait voulu ou non – était fidèle à son entreprise de dévoilement et donnait, par delà la mort, une nouvelle preuve de sa liberté »

La presse étrangère n’a pas été plus tendre, comme Marilyn August, correspondante de l’Associated Press (AP) à Paris, qui titre son article du 21 mars 1990: « Letters to Sartre Tarnish French Feminist’s Image (Les lettres à Sartre ternissent l'image de la féministe française)», qui annonce la teneur du texte qui suit, tout aussi critique que ceux de ses confrères françaises. Elle mentionne également, comme l’a fait Annie Ernaux, l'approche plus nuancée de Josyane Savigneau:

« D'autres critiques ont été moins sévères. Pour Josyane Savigneau, du Monde, les lettres montrent comment le couple a respecté le ″contrat de transparence″ - une honnêteté totale à tout prix - qui est devenu leur credo en 1929 et a perduré jusqu'à la mort de Sartre en 1980. »